# Alice au pays des merveilles (téléfilm, 1985)
Pour les articles homonymes, voir Alice au pays des merveilles (homonymie).
Pour plus de détails, voir Fiche technique et Distribution.
Alice au pays des merveilles (Alice in Wonderland) est un téléfilm américain en 2 parties, réalisé par Harry Harris (en) et diffusé le 9 et 10 décembre 1985 à la télévision américaine sur CBS.

## Synopsis
La petite Alice suit un lapin blanc jusque dans son terrier et tombe dans un gouffre. Elle se retrouve au Pays des merveilles et rencontre des créatures extraordinaires.

## Fiche technique
- Titre original : Alice in Wonderland
- Titre français : Alice au pays des merveilles
- Réalisation : Harry Harris (en)
- Scénario : Paul Zindel, d'après le roman de Lewis Carroll
- Direction artistique : Phillip M. Jefferies
- Montage : James W. Miller et Richard E. Rabjohn
- Directeur de la photographie : Fred Koenekamp
- Musique : Morton Stevens
- Création des costumes : John Peacock et Paul Zastupnevich
- Distribution : Jerold Franks et Al Onorato
- Création des décors : Hub Braden et Ross Bellah
- Supervision des effets spéciaux de maquillage : Leo Lotito Jr.
- Effets spéciaux : Joseph A. Unsinn
- Effets spéciaux visuels : John Dykstra
- Producteur : Irwin Allen
- Producteur associé : George A. Swink
- Compagnies de production : Columbia Pictures Television - Irwin Allen Productions
- Pays de production :  États-Unis
- Format : couleurs - 35 mm - son mono - 1.33 plein écran
- Genre : fantastique
- Budget : 14 000 000 de dollars (estimation)
- Durée : 187 minutes
- Dates de sortie : États-Unis : 9 décembre 1985

## Distribution
- Natalie Gregory : Alice
- Sheila Mathews : La mère d'Alice
- Sharee Gregory : La sœur d'Alice
- Red Buttons : Le Lapin Blanc
- Sherman Hemsley : La Souris
- Donald O'Connor : Le Perroquet
- Charles Dougherty : Le Canard
- Shelley Winters : L'Oiseau Bobo
- Billy Braver : L'Aiglon
- Scott Baio : Pat Le Cochon
- Ernie F. Orsatti : Bill Le Lézard
- Sammy Davis, Jr. : Père William / La Chenille
- Scott Byerley : Le Poisson à pied
- Robert Axelrod : Le Crapaud à pied
- Martha Raye : La Duchesse
- Imogene Coca : La Cuisinière
- Telly Savalas : Le Chat du Cheshire
- Anthony Newley : Le Chapelier Fou
- Roddy McDowall : Le Lièvre de Mars
- Arte Johnson : Le Loir
- Michael Chieffo : Deux de Pique
- Jeffrey Winner : Cinq de Pique
- John Walter Davis : Sept de Pique
- Jayne Meadows : La Reine de Cœur
- Robert Morley : Le Roi de Cœur
- Jim Galante Le Valet de Cœur
- Selma Archerd : La Reine des diamants
- George Savalas : Le Courtier
- Candace Savalas : La dame qui attend
- Sid Caesar : Le Gryphon
- Ringo Starr La Tortue
- Jordan Troy Le Chat Noir
- Tom McLoughlin : Le Jabberwocky
- Ann Jillian : La Reine Rouge
- Patrick Culliton : Le Roi Rouge
- Carol Channing : La Reine Blanche
- Harvey Korman : Le Roi Blanc
- Jack Warden : Le Hibou
- Sally Struthers : Lily La Tigresse
- Donna Mills : La Rose
- Laura Carlson : La Marguerite
- Merv Griffin : Le Conducteur
- Patrick Duffy : La Chèvre
- Steve Allen : Le Gentleman en papier
- Pat Morita : Le Cheval
- George Gobel : Le Moucheron
- Eydie Gormé : Tweedledee
- Steve Lawrence : Tweedledum
- Karl Malden : Le Morse
- Louis Nye : Le Charpentier
- Kristi Lynes : L'Huitre
- Desiree Szabo : L'Huitre
- Barbi Alison : L'Huitre
- Janie Walton : L'Huitre
- Jonathan Winters : Humpty Dumpty
- John Stamos : Le Messager
- Ernest Borgnine : Le Lion
- Beau Bridges : La Licorne
- Dee Brantlinger : La Dame à la cour
- Don Matheson : Le Chevalier Rouge
- Lloyd Bridges : Le Chevalier Blanc